# Fan Qin
Pour les articles homonymes, voir Fan.
Dans ce nom chinois, le nom de famille, Fan, précède le nom personnel.
Fan Qin (chinois simplifié : 范钦 ; chinois traditionnel : 范钦 ; pinyin : Fan Qin, de 1506 à 1585, nom de courtoisie : Yaoqing (尧卿), pseudonyme : Dongming (东明)) est un homme politique et bibliophile de la dynastie Ming.
Né à Ningbo en 1506, Fan Qin réussit au plus haut niveau des examens impériaux en 1532 et obtint le degré jinshi. En 1560, il fut nommé vice-ministre de la guerre (兵部侍郎) sous l'empereur Jiajing.
En 1561, Fan Qin fonda le Pavillon Tianyi dans la ville de Ningbo, qui est actuellement la plus ancienne bibliothèque existante en Chine.